# Дахнів
Дахнів (пол. Dachnów) — село на Закерзонні, у Польщі, у гміні Чесанів Любачівського повіту Підкарпатського воєводства.
Населення — 1423 особи (2011).

## Назва
У ході кампанії ліквідації українських назв у 1977—1981 роках село мало назву Явожина (пол. Jaworzyna).

## Історія
Найдавніші згадки про село сягають 1531 року.
У 1565 році село належало до королівської волості Олешичі любачівського староства, було у володінні межиріцького каштеляна Станіслава Остророга. В селі були 32 кмети на півланах, піп, 2 корчмарі, 8 бортників, 4 стави і фільварок.
У 1880 році село Дахнів належало до Чесанівського повіту Королівства Галичини та Володимирії Австро-Угорської імперії, у селі було 1215 жителів, з них 646 греко-католиків, 551 римо-католик і 18 юдеїв. Місцева греко-католицька парафія належала до Олешицького деканату Перемишльської єпархії.
Станом на 1 січня 1939 року в селі було 1800 мешканців, з них 1050 українців-грекокатоликів, 570 українців-римокатоликів, 30 поляків, 120 польських колоністів міжвоєнного періоду і 30 євреїв. Місцева греко-католицька парафія належала до Чесанівського деканату Перемишльської єпархії. Село входило до ґміни Чесанів Любачівського повіту Львівського воєводства Польської республіки. Після анексії СРСР Західної України в 1939 році село включене до Любачівського району Львівської області з утворенням сільради (голова — Стадник Іван Андрійович). Однак вже у 1941 році територію зайняли війська вермахту. 22 липня 1944 року радянські війська захопили територію. В жовтні 1944 року Польщі віддані західні райони Львівської області, серед них і Горинецький. Корінне українське населення внаслідок виселення українців у 1945 році в СРСР, убивства та депортації (195 осіб) решти в 1947 році в рамках акції Вісла на понімецькі території Польщі вбите або вивезене зі своєї історичної батьківщини. Жителі села в рядах ОУН і УПА чинили опір етноциду.

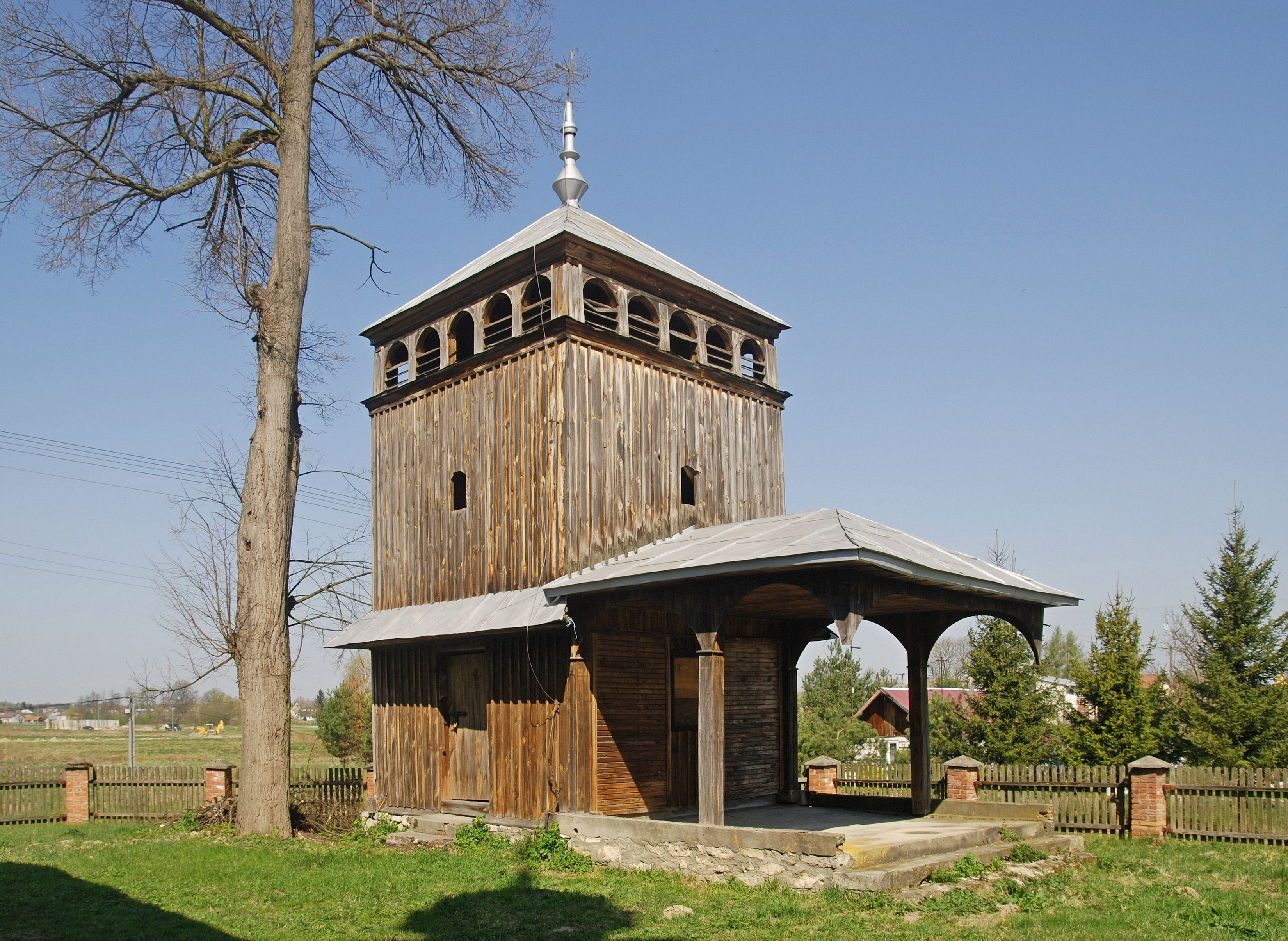
Дзвіниця

У 1975—1998 роках село належало до Перемишльського воєводства.

## Демографія
Демографічна структура станом на 31 березня 2011 року:
|          | Загалом | Допрацездатний вік | Працездатний вік | Постпрацездатний вік |
| -------- | ------- | ------------------ | ---------------- | -------------------- |
| Чоловіки | 696     | 156                | 469              | 71                   |
| Жінки    | 727     | 166                | 411              | 150                  |
| Разом    | 1423    | 322                | 880              | 221                  |

## Пам'ятки
Перша дерев'яна церква в селі була вже у 1531 р.
Чергову дерев'яну церкву в селі побудовано у 1735 році. В 1929 році на тому ж місці зведена нова дерев'яна церква Піднесення Святого Хреста.
Після виселення мешканців села у 1947 році, церква служила римо-католикам костелом. Від 1992 року зачинена, запустіла. Поряд розташована дзвіниця.
Церква включена до маршруту 6 Шлях дерев'яної архітектури.

## Особистості

### Народилися
- Василь Дзіковський (1893—1918) — український журналіст і військовик.
- Юрчишин Володимир Іванович (1934—2010) — український митець-графік, майстер книжкового оформлення. Заслужений діяч мистецтв України, лауреат Державної премії України імені Тараса Шевченка.